# Dorfkirche Grüneberg

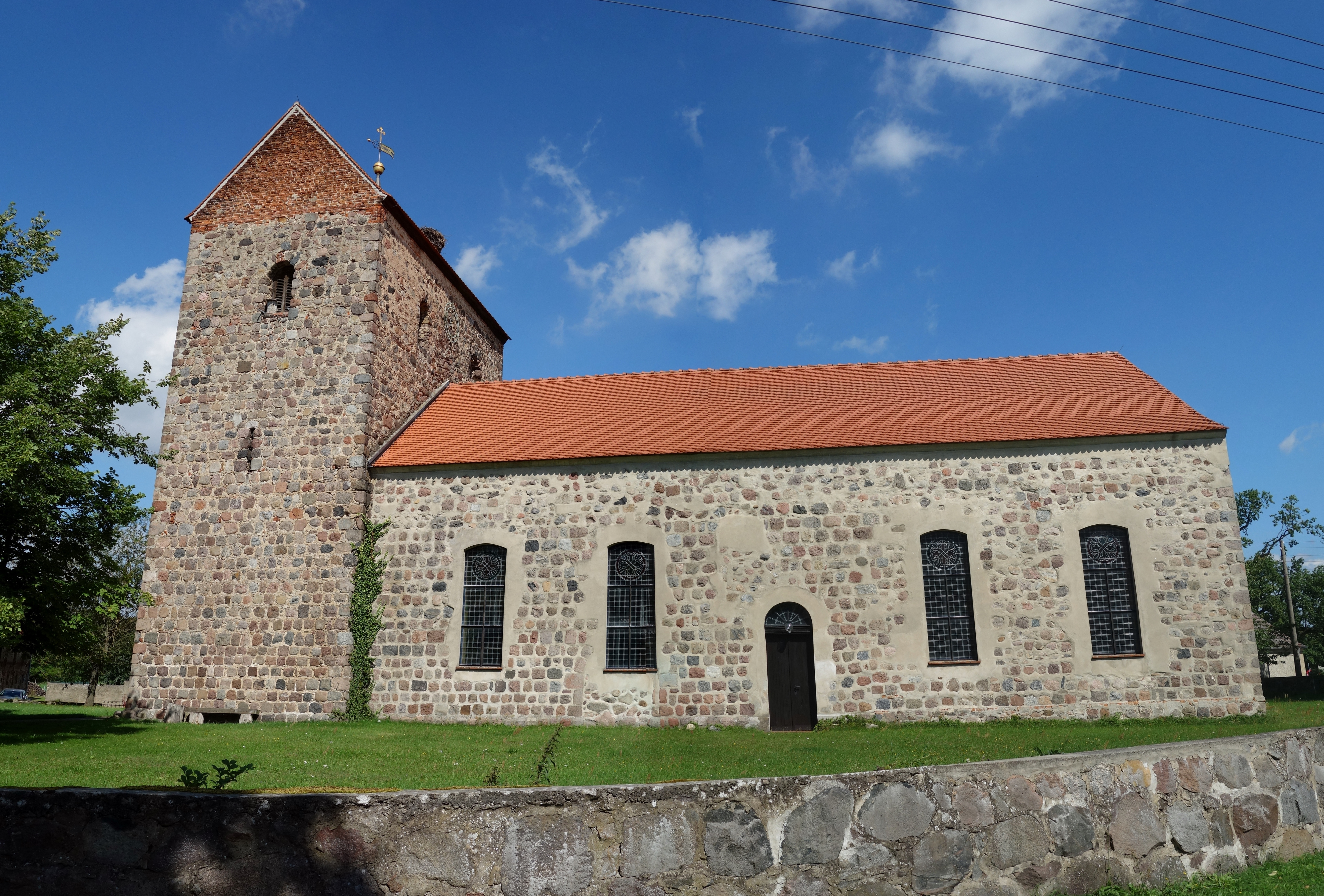
Dorfkirche Grüneberg

Die evangelische, denkmalgeschützte Dorfkirche Grüneberg steht in Grüneberg, einem Ortsteil der Gemeinde Löwenberger Land im Landkreis Oberhavel von Brandenburg. Die Kirche gehört zum Pfarrsprengel Löwenberger Land im Kirchenkreis Oberes Havelland der Evangelischen Kirche Berlin-Brandenburg-schlesische Oberlausitz.

## Geschichte, Beschreibung
Die frühgotische Feldsteinkirche wurde in der zweiten Hälfte des 13. Jahrhunderts aus einem Langhaus und einem querrechteckigen Kirchturm, der dessen Breite leicht überragt, gebaut. Sie wurde in der Mitte des 18. Jahrhunderts barock umgestaltet, bei dem ihre Fenster vergrößert wurden. Im Ostgiebel wurde von der frühgotischen Dreifenstergruppe, das Mittelfenster zugesetzt. An der Westseite des Kirchturms befindet sich ein Portal mit spitzbogigem Gewände, ein weiteres wurde in die Südwand des Langhauses eingebrochen.
Die Empore im Westen des Innenraums wurde nach dem Einsturz des Daches unter Verwendung der barocken, hölzernen Säulen wieder aufgebaut. Zur Kirchenausstattung gehört ein barocker Kanzelaltar, der aus der Dorfkirche Grieben stammt. Die Orgel mit sieben Registern, verteilt auf ein Manual und Pedal, wurde 1880 von Schlag & Söhne gebaut.

## Teileinsturz
Am 18. Juni 2023 stürzte etwa ein Drittel der hölzernen Unterdecke herab. Als Ursache wurde zunächst ein Wechsel von Starkregen und langanhaltender Hitze und Trockenheit vermutet. Ein statisches Gutachten soll die Ursachen der Beschädigung der Deckenkonstruktion klären. Da an jenem Sonntag kein Gottesdienst stattfand, gab es keine Verletzten; zwei Tage zuvor hatten dort 90 Kinder eine Probe abgehalten. Bereits in den 1980er Jahren war das Dach der Kirche schon einmal eingestürzt. Das inzwischen vorliegende Gutachten nennt als Hauptursache für den Einsturz die extremen Umwelteinflüsse: Im Dezember 2023 waren die Sanierungsarbeiten abgeschlossen und die Kirche konnte wieder geöffnet werden. Die Kosten für die Wiederherstellung der Decke beliefen sich auf rund 100.000 Euro.